# Lepidodexia grisea
Lepidodexia grisea är en tvåvingeart som beskrevs av Guilherme A.M.Lopes 1951. Lepidodexia grisea ingår i släktet Lepidodexia och familjen köttflugor.
Artens utbredningsområde är Venezuela. Inga underarter finns listade i Catalogue of Life.